# Elsevier (hebdomadaire)
Pour les articles homonymes, voir Elsevier (homonymie).

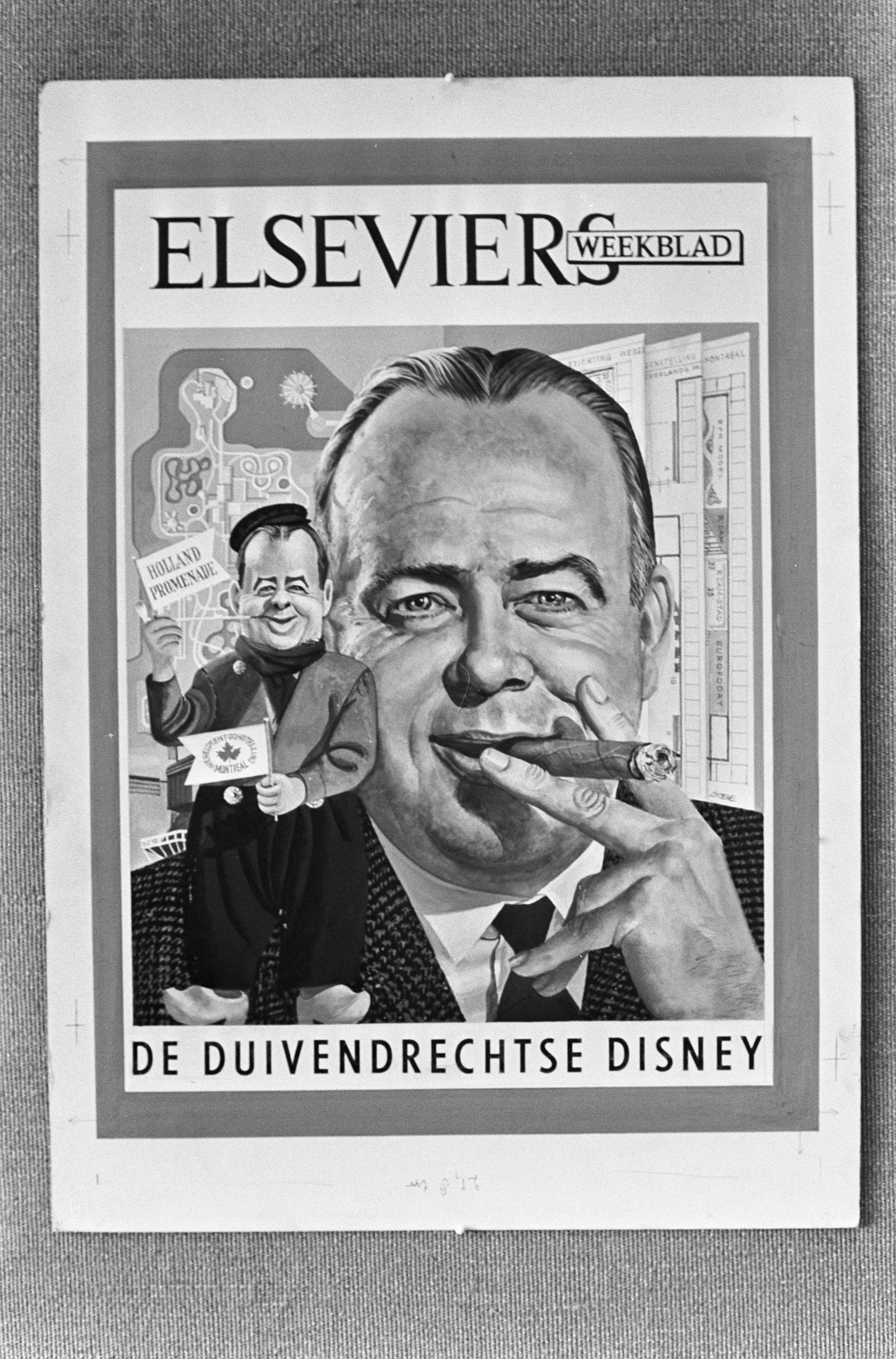
Portrait caricatural du cinéaste d'animation Joop Geesink, une illustration de Eppo Doeve pour la couverture du numéro du 29 mai 1965 du Elseviers Weekblad (nom du magazine à l'époque).

Elsevier est un hebdomadaire d'opinion néerlandais.

## Histoire
Elsevier est le plus important hebdomadaire néerlandais en termes de tirage et de ventes.[réf. nécessaire] Il a été fondé le 27 octobre 1945 sous le nom de Elseviers Weekblad par la maison d'édition Elsevier — aujourd'hui filiale de RELX Group —, qui avait déjà lancé un hebdomadaire en 1890, le Elsevier's Geïllustreerd Maandschrift, disparu en 1940 durant l'occupation allemande.
Elsevier est un magazine d'information générale, « de tendance droite conservatrice » selon Courrier international.
Le supplément Elsevier Thema, publié mensuellement, traite quant à lui de sujets tels que la mode, le logement, le design, la santé, la carrière ou encore l'art culinaire.
Le site Internet elsevier.nl fournit non seulement les dernières nouvelles, mais aussi des opinions et des articles de fonds.

## Diffusion
En 2016, la diffusion moyenne payée de l'hebdomadaire est d'environ 80 000 exemplaires,[réf. nécessaire] contre plus de 140 000 en 2008.

## Célèbres collaborateurs
- Piet Bakker
- Cees Bantzinger (illustrateur)
- Godfried Bomans
- Eppo Doeve (nl) (illustrateur)
- Anton van Duinkerken
- Eduard Elias
- Pim Fortuyn (rédacteur de 1993 à 2001)
- Karel Giel
- Willem Frederik Hermans
- G.B.J. Hiltermann
- Ferry Hoogendijk
- Jan Mulder (rédacteur d'articles de télévision)
- Cees Nooteboom (récits de voyage, dès les années 1950)
- Michel van der Plas
- Leon de Winter (rédacteur)